# Súng máy Darne
Súng máy Darne (tiếng Pháp:Mitrailleuse Darne) là loại súng máy do công ty sản xuất súng Darne tại Pháp phát triển. Súng được giới thiệu vào năm 1916, được thiết kế đặc biệt để có thể chế tạo hàng loạt một cách nhanh chóng và không có bất kỳ cải tiến không cần thiết nào vốn là điển hình cho các loại súng máy thời đó. Hình dáng bên ngoài của chúng là ngắn và thô nhưng hoạt động tốt và giá cả phải chăng hơn nhiều so với các loại vũ khí tương ứng khác. Súng cũng được dùng để xuất khẩu cho các nước khác. Dù súng có nguồn gốc tại Pháp nhưng sau đó việc sản xuất đã chuyển sang thuê ngoài tại Tây Ban Nha nơi mà chúng có thể được chế tạo với giá rẻ hơn.

## Sử dụng
Lực lượng quân đội Pháp đã thử nghiệm súng trong năm 1917-1918 nhưng chiến tranh thế giới thứ nhất đã kết thúc trước khi loại súng này được ký hợp đồng mua. Trong những năm 1920-1930, Darne đã phát triển phiên bản gắn trên máy bay của loại súng này và quân đội Pháp đã thông qua nó để trang bị trên một số nhóm máy bay trinh sát. Ngoài ra nhiều phiên bản khác cũng đã được phát triển nhưng không được thành công bằng bản gắn trên máy bay, như phiên bản cải tiến chiến đấu dưới đất không thành công trong việc tìm khách hàng.
Loại súng này đã bị thay thế bởi khẩu MAC M1934 trong lực lượng không quân Pháp do bị thấy là không hiệu quả vì loại đạn sử dụng quá nhẹ cho việc không chiến nhưng lực lượng hải quân Pháp đã tiếp nhận các khẩu này và sử dụng chúng trong chiến tranh thế giới thứ hai và Chiến tranh Đông Dương tại Việt Nam. Một số lượng nhỏ cũng đã được xuất khẩu cho các nước khác, còn Đức sau khi bắt được một số khẩu đã dùng chúng cho việc phòng thủ bờ biển.

## Thiết kế
Súng máy Darne sử dụng cơ chế nạp đạn bằng khí nén ống trích khí nằm dưới nòng, bắn với thoi nạp đạn mở và chỉ có chế độ bắn tự động. Thoi nạp đạn của súng khóa bằng cách chèn nghiên xiên lên trên chống vào một rãnh phía trên thân súng.
Hệ thống nhắm cơ bản của súng là điểm ruồi. Hệ thống nạp đạn dùng dây đạn với vị trí đặt dây hơi lạ là ngay dưới khoang chứa đạn của nòng súng, để nạp đạn thì hệ thống có hai giai đoạn là kéo đạn ra khỏi dây đặc ở vị trí xiên hướng lên trên sau đó thoi nạp đạn sẽ đẩy viên đạn vào khoang chứa đạn phía trên dây đạn.
Súng ban đầu sử dụng loại đạn 8×50mmR Lebel sau đó khi đưa vào phục vụ trong quân đội Pháp thì sử dụng đạn 7,5×54mm còn các khẩu xuất khẩu thì sử dụng 7,92×57mm Mauser và có thể có các loại đạn khác.